# Seznam šifer
Seznam šifer.

## A
- ADFGVX
- Affinejeva šifra
- Al Bhedova šifra
- Albertijeva šifra
- Alphabetum Kaldeorum
- Arnoldova šifra
- Atbaš
- Avtoključ šifra

## B
- Bifidova šifra

## C
- Cezarjeva šifra

## D
- DRYAD

## H
- Hillova šifra
- Homofona šifra

## K
- Knjižna šifra

## M
- M-94
- Monoalfabetska šifra

## N
- Navajo šifra

## P
- Permutacijska šifra
- Polialfabetska šifra

## R
- ROT13
- Reihenschieber
- Reservehandverfahren

## S
- Scytale
- Substitucijska šifra

## Š
- Štirikotna šifra

## V
- Velika šifra
- Vigenèrova šifra